# Wybory parlamentarne w Republice Środkowoafrykańskiej w 2005 roku
Wybory parlamentarne w Republice Środkowoafrykańskiej w 2005 roku – zorganizowane zostały 13 marca I tura oraz 8 maja II tura 2005, w ich wyniku wyłoniony został nowy skład Zgromadzenia Narodowego, parlamentu Republiki Środkowoafrykańskiej liczącego 105 deputowanych. Równocześnie z wyborami parlamentarnymi przeprowadzone zostały także wybory do prezydenckie.

## Głosowanie i wyniki wyborów
Wybory parlamentarne do Zgromadzenia Narodowego, z wynikiem 49,3% głosów poparcia i 42 zdobytymi mandatami, wygrała powiązana z przywódcą puczu i prezydentem elektem François Bozizém Konwergencja Narodowa Kwa Na Kwa. Frekwencja wyborcza wyniosła 64,6%.
- Szczegółowe wyniki wyborów:

| Partia polityczna | Partia polityczna                                   | Liczba głosów | %    | ± | Liczba mandatów | ± |
| ----------------- | --------------------------------------------------- | ------------- | ---- | - | --------------- | - |
|                   | Konwergencja Narodowa Kwa Na Kwa                    |               |      |   | 42              |   |
|                   | niezależni                                          |               |      |   | 34              |   |
|                   | Ruch na rzecz Wyzwolenia Ludu Środkowoafrykańskiego |               |      |   | 11              |   |
|                   | Środkowoafrykańskie Zgromadzenie Demokratyczne      |               |      |   | 8               |   |
|                   | Partia Socjaldemokratyczna                          |               |      |   | 4               |   |
|                   | Patriotyczny Front na rzecz Postępu                 |               |      |   | 2               |   |
|                   | Sojusz na rzecz Demokracji i Postępu                |               |      |   | 2               |   |
|                   | Stowarzyszenie Londo                                |               |      |   | 1               |   |
|                   | wakat                                               | –             | –    | – | 1               |   |
|                   | Głosy nieważne i puste                              |               |      | – | –               | – |
|                   | Razem                                               |               | 100% | – | 105             | – |
| Źródło:           |                                                     |               |      |   |                 |   |